# Wereldkampioenschappen schoonspringen 2023 – driemeterplank mannen
Het schoonspringen vanaf de driemeterplank voor mannen tijdens de wereldkampioenschappen schoonspringen 2023 vond plaats op 19 en 20 juli 2023 in het Prefecturale zwembad van Fukuoka in Fukuoka.

## Uitslag
Groen geeft de finalisten weer.

Blauw geeft de halvefinalisten weer.
| Rang   | Naam                    | Land                   | Voorronde    | Voorronde    | Halve finale  | Halve finale  | Finale        | Finale        |
| Rang   | Naam                    | Land                   | Punten       | Rang         | Punten        | Rang          | Punten        | Rang          |
| ------ | ----------------------- | ---------------------- | ------------ | ------------ | ------------- | ------------- | ------------- | ------------- |
| Goud   | Wang Zongyuan           | China                  | 500,95       | 1            | 546,25        | 1             | 538,10        | 1             |
| Zilver | Osmar Olvera            | Mexico                 | 443,70       | 4            | 471,00        | 4             | 507,50        | 2             |
| Brons  | Long Daoyi              | China                  | 452,75       | 3            | 495,80        | 2             | 499,75        | 3             |
| 4      | Andrew Capobianco       | Verenigde Staten       | 385,40       | 17           | 427,35        | 9             | 448,00        | 4             |
| 5      | Rodrigo Diego           | Mexico                 | 419,65       | 7            | 446,45        | 6             | 439,80        | 5             |
| 6      | Daniel Goodfellow       | Verenigd Koninkrijk    | 459,70       | 2            | 477,20        | 3             | 438,05        | 6             |
| 7      | Moritz Wesemann         | Duitsland              | 408,70       | 10           | 448,45        | 5             | 433,35        | 7             |
| 8      | Lars Rudiger            | Duitsland              | 407,35       | 11           | 409,70        | 12            | 408,25        | 8             |
| 9      | Tyler Downs             | Verenigde Staten       | 416,65       | 8            | 415,30        | 10            | 389,00        | 9             |
| 10     | Daniel Restrepo         | Colombia               | 385,65       | 16           | 410,90        | 11            | 328,80        | 10            |
| 11     | Lorenzo Marsaglia       | Italië                 | 403,20       | 12           | 430,20        | 8             | 379,75        | 11            |
| 12     | Giovanni Tocci          | Italië                 | 434,80       | 5            | 435,95        | 7             | 365,95        | 12            |
| 13     | Jonathan Ruvalcaba      | Dominicaanse Republiek | 399,00       | 13           | 409,45        | 13            | Uitgeschakeld | Uitgeschakeld |
| 14     | Ooi Tze Liang           | Maleisië               | 383,60       | 18           | 402,40        | 14            | Uitgeschakeld | Uitgeschakeld |
| 15     | Li Shixin               | Australië              | 393,45       | 14           | 394,55        | 15            | Uitgeschakeld | Uitgeschakeld |
| 16     | Alexis Jandard          | Frankrijk              | 424,70       | 6            | 390,40        | 16            | Uitgeschakeld | Uitgeschakeld |
| 17     | Jules Bouyer            | Frankrijk              | 415,25       | 9            | 389,05        | 17            | Uitgeschakeld | Uitgeschakeld |
| 18     | Jonathan Suckow         | Zwitserland            | 385,95       | 15           | 369,10        | 18            | Uitgeschakeld | Uitgeschakeld |
| 19     | Woo Ha-ram              | Zuid-Korea             | 382,40       | 19           | Uitgeschakeld | Uitgeschakeld | Uitgeschakeld | Uitgeschakeld |
| 20     | Liam Stone              | Nieuw-Zeeland          | 381,25       | 20           | Uitgeschakeld | Uitgeschakeld | Uitgeschakeld | Uitgeschakeld |
| 21     | Carlos Escalona         | Cuba                   | 369,55       | 21           | Uitgeschakeld | Uitgeschakeld | Uitgeschakeld | Uitgeschakeld |
| 22     | Jordan Houlden          | Verenigd Koninkrijk    | 368,55       | 22           | Uitgeschakeld | Uitgeschakeld | Uitgeschakeld | Uitgeschakeld |
| 23     | Matej Neveščanin        | Kroatië                | 366,50       | 23           | Uitgeschakeld | Uitgeschakeld | Uitgeschakeld | Uitgeschakeld |
| 24     | Haruki Suyama           | Japan                  | 365,60       | 24           | Uitgeschakeld | Uitgeschakeld | Uitgeschakeld | Uitgeschakeld |
| 25     | Rafael Fogaça           | Brazilië               | 365,55       | 25           | Uitgeschakeld | Uitgeschakeld | Uitgeschakeld | Uitgeschakeld |
| 26     | Andrzej Rzeszutek       | Polen                  | 364,70       | 26           | Uitgeschakeld | Uitgeschakeld | Uitgeschakeld | Uitgeschakeld |
| 27     | Alexander Hart          | Oostenrijk             | 363,95       | 27           | Uitgeschakeld | Uitgeschakeld | Uitgeschakeld | Uitgeschakeld |
| 28     | Oleh Kolodiy            | Oekraïne               | 362,35       | 28           | Uitgeschakeld | Uitgeschakeld | Uitgeschakeld | Uitgeschakeld |
| 29     | Luis Uribe              | COL                    | 360,85       | 29           | Uitgeschakeld | Uitgeschakeld | Uitgeschakeld | Uitgeschakeld |
| 30     | Avvir Tham              | Singapore              | 359,60       | 30           | Uitgeschakeld | Uitgeschakeld | Uitgeschakeld | Uitgeschakeld |
| 31     | Nicolás García          | Spanje                 | 359,05       | 31           | Uitgeschakeld | Uitgeschakeld | Uitgeschakeld | Uitgeschakeld |
| 32     | Nikolaj Schaller        | Oostenrijk             | 358,50       | 32           | Uitgeschakeld | Uitgeschakeld | Uitgeschakeld | Uitgeschakeld |
| 33     | Yona Knight-Wisdom      | Jamaica                | 356,65       | 33           | Uitgeschakeld | Uitgeschakeld | Uitgeschakeld | Uitgeschakeld |
| 34     | Anton Down-Jenkins      | Nieuw-Zeeland          | 353,55       | 34           | Uitgeschakeld | Uitgeschakeld | Uitgeschakeld | Uitgeschakeld |
| 35     | Yi Jae-gyeong           | Zuid-Korea             | 349,70       | 35           | Uitgeschakeld | Uitgeschakeld | Uitgeschakeld | Uitgeschakeld |
| 36     | Guillaume Dutoit        | Zwitserland            | 348,75       | 36           | Uitgeschakeld | Uitgeschakeld | Uitgeschakeld | Uitgeschakeld |
| 37     | Rafael Max              | Brazilië               | 346,70       | 37           | Uitgeschakeld | Uitgeschakeld | Uitgeschakeld | Uitgeschakeld |
| 38     | Danylo Konovalov        | Oekraïne               | 344,45       | 38           | Uitgeschakeld | Uitgeschakeld | Uitgeschakeld | Uitgeschakeld |
| 39     | Kacper Lesiak           | Polen                  | 339,85       | 39           | Uitgeschakeld | Uitgeschakeld | Uitgeschakeld | Uitgeschakeld |
| 40     | Emanuel Vázquez         | Puerto Rico            | 332,50       | 40           | Uitgeschakeld | Uitgeschakeld | Uitgeschakeld | Uitgeschakeld |
| 41     | Alexandru Avasiloae     | Roemenië               | 331,25       | 41           | Uitgeschakeld | Uitgeschakeld | Uitgeschakeld | Uitgeschakeld |
| 42     | Sandro Melikidze        | Georgië                | 327,80       | 42           | Uitgeschakeld | Uitgeschakeld | Uitgeschakeld | Uitgeschakeld |
| 43     | Bryden Hattie           | Canada                 | 326,30       | 43           | Uitgeschakeld | Uitgeschakeld | Uitgeschakeld | Uitgeschakeld |
| 44     | David Ekdahl            | Zweden                 | 325,05       | 44           | Uitgeschakeld | Uitgeschakeld | Uitgeschakeld | Uitgeschakeld |
| 45     | Jake Passmore           | Ierland                | 319,65       | 45           | Uitgeschakeld | Uitgeschakeld | Uitgeschakeld | Uitgeschakeld |
| 46     | Theofilos Afthinos      | Griekenland            | 305,60       | 46           | Uitgeschakeld | Uitgeschakeld | Uitgeschakeld | Uitgeschakeld |
| 47     | Jesús González          | Venezuela              | 305,45       | 47           | Uitgeschakeld | Uitgeschakeld | Uitgeschakeld | Uitgeschakeld |
| 48     | Yohan Eskrick-Parkinson | Jamaica                | 299,35       | 48           | Uitgeschakeld | Uitgeschakeld | Uitgeschakeld | Uitgeschakeld |
| 49     | David Ledinski          | Kroatië                | 297,35       | 49           | Uitgeschakeld | Uitgeschakeld | Uitgeschakeld | Uitgeschakeld |
| 50     | Chawanwat Juntaphadawon | Thailand               | 295,75       | 50           | Uitgeschakeld | Uitgeschakeld | Uitgeschakeld | Uitgeschakeld |
| 51     | Alberto Arévalo         | Spanje                 | 294,25       | 51           | Uitgeschakeld | Uitgeschakeld | Uitgeschakeld | Uitgeschakeld |
| 52     | Adityo Restu Putra      | Indonesië              | 291,40       | 52           | Uitgeschakeld | Uitgeschakeld | Uitgeschakeld | Uitgeschakeld |
| 53     | Elias Petersen          | Zweden                 | 285,50       | 53           | Uitgeschakeld | Uitgeschakeld | Uitgeschakeld | Uitgeschakeld |
| 54     | Diego Carquín           | Chili                  | 278,35       | 54           | Uitgeschakeld | Uitgeschakeld | Uitgeschakeld | Uitgeschakeld |
| 55     | Frandiel Gómez          | Dominicaanse Republiek | 278,00       | 55           | Uitgeschakeld | Uitgeschakeld | Uitgeschakeld | Uitgeschakeld |
| 56     | Curtis Yuen             | Hongkong               | 277,35       | 56           | Uitgeschakeld | Uitgeschakeld | Uitgeschakeld | Uitgeschakeld |
| 57     | Maori Pomeroy-Farrell   | Fiji                   | 276,45       | 57           | Uitgeschakeld | Uitgeschakeld | Uitgeschakeld | Uitgeschakeld |
| 58     | Jesús Liranzo           | Peru                   | 275,00       | 58           | Uitgeschakeld | Uitgeschakeld | Uitgeschakeld | Uitgeschakeld |
| 59     | Donato Neglia           | Chili                  | 274,35       | 59           | Uitgeschakeld | Uitgeschakeld | Uitgeschakeld | Uitgeschakeld |
| 60     | Mohab Ishak             | Egypte                 | 268,30       | 60           | Uitgeschakeld | Uitgeschakeld | Uitgeschakeld | Uitgeschakeld |
| 61     | Mohamed Farouk          | Egypte                 | 266,60       | 61           | Uitgeschakeld | Uitgeschakeld | Uitgeschakeld | Uitgeschakeld |
| 62     | Tri Anggoro Priambodo   | Indonesië              | 258,55       | 62           | Uitgeschakeld | Uitgeschakeld | Uitgeschakeld | Uitgeschakeld |
| 63     | Martynas Lisauskas      | Litouwen               | 246,05       | 63           | Uitgeschakeld | Uitgeschakeld | Uitgeschakeld | Uitgeschakeld |
| 64     | Athanasios Tsirikos     | Griekenland            | 235,30       | 64           | Uitgeschakeld | Uitgeschakeld | Uitgeschakeld | Uitgeschakeld |
| 65     | Hemam London Singh      | India                  | 234,75       | 65           | Uitgeschakeld | Uitgeschakeld | Uitgeschakeld | Uitgeschakeld |
| 66     | Sebastian Konecki       | Litouwen               | 222,60       | 66           | Uitgeschakeld | Uitgeschakeld | Uitgeschakeld | Uitgeschakeld |
| 67     | Abdulrahman Abbas       | Koeweit                | 215,55       | 67           | Uitgeschakeld | Uitgeschakeld | Uitgeschakeld | Uitgeschakeld |
| –      | Gabriel Gilbert Daim    | Maleisië               | Niet gestart | Niet gestart | Niet gestart  | Niet gestart  | Niet gestart  | Niet gestart  |